# 鎮遠府

貴州省の鎮遠府の位置（1820年）

鎮遠府（ちんえんふ）は、中国にかつて存在した府。元代から民国初年にかけて、現在の貴州省黔東南ミャオ族トン族自治州北部に設置された。

## 概要
元初に鎮遠沿辺渓洞招討使が置かれ、後に鎮遠府と改められた。鎮遠府は思州軍民安撫司に属した。
1371年（洪武4年）、明により鎮遠府は鎮遠州に降格した。1413年（永楽11年）、鎮遠州は鎮遠府に再び昇格した。鎮遠府は貴州省に属し、鎮遠・施秉の2県と偏橋長官司・邛水十五洞蛮夷長官司・溱涪六洞横坡長官司の3長官司を管轄した。
清のとき、鎮遠府は貴州省に属し、鎮遠・施秉・天柱・黄平州・台拱庁・清江庁の2庁1州3県を管轄した。
1913年、中華民国により鎮遠府は廃止された。